# Ветеринар
Ветеринар или ветеринарен лекар е лице, което притежава образователно-квалификационната степен „Магистър по ветеринарна медицина“ и има право да упражнява ветеринарно-медицинска дейност.
В националната класификация на професиите и длъжностите (НКПД), ветеринарните лекари са класифицирани в Клас 2 (Аналитични специалисти), Подклас 22 (Природонаучни и здравни специалисти), Група 222 (Здравни специалисти), Единична група 2223 (Ветеринари), със следните позиции:
- 2223 – 7001 Ветеринар 2223
- 2223 – 7002 Ветеринар, акушер-гинеколог 2223
- 2223 – 7003 Ветеринар, ветеринарно-санитарен инспектор 2223
- 2223 – 7004 Ветеринар, епидемиолог 2223
- 2223 – 7005 Ветеринар, интернист 2223
- 2223 – 7006 Ветеринар, паразитолог 2223
- 2223 – 7007 Ветеринар, патолог 2223
- 2223 – 7008 Ветеринар, фармаколог и токсиколог 2223
- 2223 – 7009 Ветеринар, физиолог 2223
- 2223 – 7010 Ветеринар, хирург 2223
- 2223 – 7011 Епизоотолог 2223
- 2223 – 7012 Ветеринарен лекар, лабораторен

Според НКПД, ветеринарите провеждат изследвания; усъвършенстват или разработват теории и оперативни методи; провеждат медицински прегледи, диагностика и лечение на заболявания или травми у животните; прилагат медицински знания в областта на ветеринарната медицина.